# Horní Dunajovice
Horní Dunajovice är en ort i Tjeckien.   Den ligger i regionen Södra Mähren, i den sydöstra delen av landet, 180 km sydost om huvudstaden Prag. Horní Dunajovice ligger 236 meter över havet och antalet invånare är 652.
Terrängen runt Horní Dunajovice är lite kuperad. Runt Horní Dunajovice är det ganska glesbefolkat, med 50 invånare per kvadratkilometer. Närmaste större samhälle är Znojmo, 13,3 km sydväst om Horní Dunajovice. Trakten runt Horní Dunajovice består till största delen av jordbruksmark.